# Томри
Томри́ (фр. Thomery) — коммуна в департаменте Сена и Марна, регион Иль-де-Франс, Франция. Расположена между Сеной и лесом Фонтенбло.

## История
На протяжении веков жители Томри выращивали столовый виноград Chasselas de Thomery, растущий на каменных стенах высотой около 2,5—3 м, местную разновидность сорта Шасла белая. После сбора урожая виноград помещался в особые бутылки с водой и кусочками угля, которые хранились в подвалах в течение нескольких месяцев, что позволяло продавать сохранивший свою свежесть виноград даже зимой, после Рождества, вплоть до праздника Пасхи. Торговля виноградом процветала на протяжении всего XIX века. Предназначенный для богатых клиентов, он продавался в парижском магазине Fauchon и даже поставлялся к российскому императорскому столу. Производство, пик которого пришелся на 1920-е годы, когда на стенах общей протяжённостью около 350 км ежегодно выращивалось более 800 тонн винограда, пришло в упадок после Второй мировой войны. В настоящее время лишь некоторые жители Томри продолжают выращивать виноград. Остатки некогда протяжённой стены, начавшей строиться в XVIII веке, в 1993 году были внесены в реестр исторических памятников.
В 1859 году в Томри приобрела дом художница Роза Бонёр. Её ателье сохранилось таким же, каким оно было на момент смерти художницы в 1899 году. В настоящее время здесь расположен мемориальный музей.
Томри часто писал художник Альфред Сислей.

## Достопримечательности
- Шемен-де-Лон-Силлон[фр.] — каменная стена, построенная в XVIII веке специально для выращивания местного сорта белого винограда.
- Церковь Святого Аманда, XIII век.
- Ателье Розы Бонёр[фр.]